# Teoria dos fluidos da eletricidade
As teorias dos fluidos da eletricidade  são teorias ultrapassadas que postulavam a existência de um ou mais fluidos elétricos, que se acreditava serem responsáveis por diversos fenômenos elétricos na história do eletromagnetismo. A teoria dos "dois fluidos" da eletricidade, criada por Charles François de Cisternay du Fay, sugeriria que a eletricidade resultava da interação entre dois "fluidos" elétricos. Uma teoria alternativa mais simples foi proposta por Benjamin Franklin, chamada de teoria unitária ou de um fluido da eletricidade. Segundo esta teoria, a eletricidade era um único fluido, que poderia em excesso ou ausente em um corpo, explicando assim sua carga elétrica. A teoria de Franklin explicava como as cargas podiam ser dissipadas (como nas jarras de Leyden) e como poderiam ser transmitidas por uma corrente de pessoas. Com o tempo, as teorias fluidas da eletricidade foram atualizadas para incluir os efeitos do magnetismo e dos elétrons (após sua descoberta).

## Teorias dos fluidos
No século XVIII, muitos fenômenos físicos eram explicados com base na ideia de um éter, um fluido que se acreditava permear toda a matéria. Este conceito foi usado por séculos e serviu como base para se pensar na eletricidade como um líquido. Outros exemplos do século XVIII de modelos baseados em fluidos imponderáveis incluem o calórico de Lavoisier e os fluidos magnéticos de Coulomb e Aepinus.

### Teoria dos dois fluidos
No século XVIII, uma das teorias que explicavam os fenômenos elétricos era a teoria dos dois fluidos, geralmente atribuída a Charles François de Cisternay du Fay. Esta teoria sugeria que a eletricidade era composta por dois líquidos que podiam fluir através de corpos sólidos: um carregado positivamente e outro carregado negativamente. Quando estes dois líquidos se encontravam, produziam uma carga neutra. Esta teoria explicava principalmente a atração e a repulsão elétrica, mas não como um objeto podia ser carregado ou descarregado.
du Fay observou isso ao repetir um experimento criado por Otto von Guericke, no qual um material fino, como uma pena ou uma folha, repeliria um objeto carregado após fazer contato com ele. du Fay observou que a “folha de ouro é primeiro atraída pelo tubo; e adquire eletricidade ao se aproximar dele; e, consequentemente, é imediatamente repelida por ele”. Isto pareceu confirmar para du Fay que a folha estava sendo empurrada enquanto uma 'corrente' de eletricidade fluía ao redor e através dela.
Por meio de testes adicionais, du Fay determinou que um objeto poderia conter um de dois tipos de eletricidade: eletricidade vítrea ou resinosa. Ele descobriu que um objeto com eletricidade vítrea repeliria outro objeto vítreo, mas seria atraído por um objeto com eletricidade resinosa.
Outro defensor da teoria dos dois fluidos foi Christian Gottlieb Kratzenstein. Ele também especulou que as cargas elétricas eram transportadas por vórtices nesses dois fluidos.

### Teoria de um fluido
Em 11 de julho de 1747, Benjamin Franklin escreveu uma carta na qual delineou sua nova teoria. Este é o primeiro registro de sua teoria. Franklin desenvolveu esta teoria concentrando-se principalmente na carga e descarga de corpos, ao contrário de du Fay, que se concentrou principalmente na atração e repulsão elétricas.
A teoria de Franklin afirmava que a eletricidade deveria ser pensada como o movimento de um único líquido, em oposição à interação entre dois líquidos. Um corpo mostraria sinais de eletricidade quando contivesse muito ou pouco desse líquido. Portanto, pensava-se que um objeto neutro continha uma quantidade “normal” desse fluido. Franklin também descreveu dois possíveis estados de eletrificação, positivo e negativo. Ele argumentou que um objeto com carga positiva conteria muito fluido, enquanto um objeto com carga negativa conteria muito pouco fluido. Franklin foi capaz de aplicar esse pensamento explicando fenômenos inexplicáveis da época, como a garrafa de Leyden, um dispositivo básico de armazenamento de carga semelhante a um capacitor . Ele argumentou que o fio e a superfície interna ficaram carregados positivamente, enquanto a superfície externa ficou carregada negativamente. Isso causou um desequilíbrio no fluido, e uma pessoa que tocou em ambas as partes do jarro permitiu que o fluido fluísse normalmente.
Apesar de ser uma teoria mais simples, foi muito debatido se a eletricidade era composta de um ou dois fluidos durante um século.

## Deficiências da teoria
A teoria de um fluido mostra uma mudança significativa na forma como a comunidade científica pensava sobre eletricidade. Antes da teoria de Franklin, havia muitas teorias concorrentes sobre como a eletricidade funcionava. A teoria de Franklin logo se tornou a mais amplamente aceita na época. A teoria de Franklin também é notável, porque é a primeira teoria que via a eletricidade como o acúmulo de "carga" de outro lugar, em vez de uma excitação da matéria já presente em um objeto.
A teoria de Franklin também fornece a base para a corrente convencional, o pensamento da eletricidade como sendo o movimento de cargas positivas. Franklin arbitrariamente pensou que seu fluido elétrico tinha carga positiva e, portanto, todo pensamento foi feito com a mentalidade de um fluxo positivo. Isso permeou a mentalidade da comunidade científica a ponto de a eletricidade ainda ser considerada como o fluxo de cargas positivas, apesar das evidências de que a eletricidade que se move através de metais (o condutor mais comum) é feita pelo elétron, ou partícula negativa.
Franklin também foi a primeira pessoa a sugerir que o relâmpago era de fato eletricidade. Franklin sugeriu que os relâmpagos eram apenas uma versão maior das pequenas faíscas que apareciam entre dois objetos carregados. Ele previu, portanto, que o raio poderia ser moldado e direcionado usando um condutor pontiagudo. Esta foi a base para seu famoso experimento com pipa.
Embora a teoria de um fluido tenha marcado um avanço significativo nas discussões sobre eletricidade, ela tinha algumas deficiências. Franklin criou a teoria para explicar as descargas, um aspecto que havia sido amplamente ignorado anteriormente. Embora tenha explicado isso bem, não foi capaz de explicar completamente a atração e a repulsão elétricas. Fazia sentido que dois objetos com muito fluido se afastassem um do outro, e que dois objetos com quantidades muito diferentes de fluido se atraíssem um para o outro. Entretanto, não fazia sentido que dois objetos sem fluido se repelissem. Muito pouco fluido não deve causar repulsão.
Outra dificuldade com esse modelo de eletricidade é que ele ignora as interações entre eletricidade e magnetismo. Embora essa relação não fosse bem estudada na época, sabia-se que havia alguma conexão entre os dois fenômenos. O modelo de Franklin não faz referência a essas forças e não tenta explicá-las.
Embora a teoria dos fluidos tenha sido o ponto de vista predominante por um tempo, ela foi eventualmente substituída por teorias mais modernas, especificamente uma que usava observações sobre atrações entre fios condutores de corrente para descrever os efeitos magnéticos entre eles.

## Conexões com o magnetismo
Nem du Fay nem Franklin descreveram os efeitos do magnetismo em suas teorias, ambos se preocupando apenas com os efeitos elétricos. Entretanto, as teorias sobre magnetismo seguiram um padrão muito semelhante às teorias sobre eletricidade. Charles Coulomb descreveu os ímãs como contendo dois fluidos magnéticos, o aural e o boreal, que poderiam se combinar para descrever a atração e a repulsão magnéticas. A teoria de um fluido relacionada ao magnetismo foi proposta por Franz Aepinus, que descreveu os ímãs como contendo muito ou pouco fluido magnético.
Essas teorias de eletricidade e magnetismo eram consideradas dois fenômenos separados, até que Hans Christian Ørsted percebeu que a agulha de uma bússola desviava do norte magnético quando colocada perto de uma corrente elétrica. Isso o levou a desenvolver teorias de que a eletricidade e o magnetismo estavam inter-relacionados e poderiam afetar um ao outro. O trabalho de Ørsted foi a base para uma teoria do físico francês André-Marie Ampère, que unificou a relação entre magnetismo e eletricidade.

## Links externos
- Uma carta de Charles-François de Cisternay Du Fay sobre eletricidade. Arquivado em 2016-07-08 no Wayback Machine  , Fil. Tradução 38 (1734) 258-266
- História da eletricidade. Ambos os tipos de eletricidade. Atração e repulsão. A lei de Dufay.